# Nuke (comics)
Pour les articles homonymes, voir Nuke.
Frank Simpson, alias Nuke est un super-vilain évoluant dans l'univers Marvel de la maison d'édition Marvel Comics. Créé par le scénariste Frank Miller et le dessinateur David Mazzucchelli, le personnage de fiction apparaît pour la première fois dans le comic book Daredevil (vol. 1) #232 en juillet 1986 en tant qu'adversaire de Daredevil.
À ses débuts, le personnage apparaît comme un psychopathe totalement instable qui utilise des pilules pour modifier son agressivité. La caractéristique la plus distinctive de Nuke est son tatouage en forme de drapeau américain qu'il a en plein milieu du visage.
Le personnage a été adapté dans l'univers cinématographique Marvel avec la série Jessica Jones (2015-2019) où il est interprété par l'acteur Wil Traval.

## Biographie du personnage

### Origines
Les origines de Nuke seront expliquées rétroactivement dans la série Wolverine: Origins – The Death of Wolverine.
Fils dérangé d'une riche alcoolique de l'Ohio, Frank Simpson développe une affection malsaine pour sa baby-sitter. La jeune femme, maîtresse de son père Charles et agent au service de Romulus, incite le jeune garçon à tuer sa mère.
À la même période, Wolverine (Logan), victime d'un lavage de cerveau et agent du programme Weapon Plus, avait pour mission d'enlever le garçon. Faisant croire à un drame passionnel, il tue le couple adultère puis kidnappe Frank.
Des années plus tard, Frank devient un agent secret et est envoyé au Viêt Nam pendant la guerre. Il est capturé par le vietcong et torturé par Logan, déguisé en agent russe. Logan le soumet à un conditionnement mental destiné à le transformer en tueur fou, quand un code est prononcé. Il le libère ensuite et l'envoie dans un village où les habitants crient tous « No V.C. » (signifiant qu'ils n'étaient pas vietcong). Frank massacre tous les habitants, incendiant les maisons.
Vers la fin de la guerre, il fait partie du programme Weapon VII qui le transforme partiellement en cyborg. Il possède alors un maillage sous-cutané capable de dévier les balles et un deuxième cœur qui, en travaillant conjointement avec certaines pilules (placebo), contrôlaient son agressivité, le faisant devenir dépendant. Il disparaît ensuite de la circulation.
On le revoit ensuite (lors de sa première apparition dans un comics), à la solde d'un général de Tierra Verde. Nuke est alors employé à New York par le chef de la pègre new-yorkaise, le Caïd qui souhaite s'en servir pour tuer Daredevil. Finalement, après une bataille dans les rues de Hell's Kitchen à Manhattan, les Vengeurs le capturent. Il s'échappe mais est abattu par un hélicoptère. À l'insu de tous, il survit et le gouvernement américain le récupère.
Soigné et transformé en cyborg, les parties de son corps abîmées sont remplacées par des systèmes mécaniques. Désormais, il est doté de deux pompes hydrauliques, l’une pour la circulation sanguine, la seconde pour lui injecter des calmants dans le sang.

### Après leM-Day
À la suite du crossover House of M, Wolverine découvre son passé caché. Le gouvernement américain, craignant pour la sécurité nationale, libère Nuke de son QG sous l'ambassade américaine à Santiago au Chili. Nuke retourne attaquer le village vietnamien.
Là-bas, Wolverine affronte Nuke mais ne le tue pas, à la suite de l'intervention de Captain America. Steve Rogers voyait en effet Nuke plus comme une expérience ratée, une victime. Wolverine l’emmène alors chez Emma Frost en lui demandant de « réparer » son esprit brisé.

### Dark Reign
Dans l'arc narratif Dark Reign, on revoit Nuke avec un nouveau masque et une nouvelle identité (celle de Scourge), employé par Norman Osborn au sein de ses Thunderbolts. Avec Mr. X, il reçoit l'ordre d'abattre deux prisonnières (Songbird et la Veuve noire), mais il en est empêché par Headsman, le Paladin et le Fantôme.
Plus tard, après une mission en Louisiane contre la Fondation Atlas, il est mentalement contrôlé par Marvel Boy, qui fait passer Osborn pour un traître. De retour au QG, il attaque un hologramme d'Osborn, mais tue Headsman d'une balle en pleine tête.

## Pouvoirs et capacités
Nuke est un homme transformé en cyborg, ce qui a conduit au remplacement de ses os et ses tissus musculaires par des composants artificiels cybernétiques qui améliorent sa force physique et sa résistance.
En complément de ses pouvoirs, Frank Simpson est vétéran de la guerre du Viêt Nam. Il a suivi l’entraînement de base du soldat et celui d'agent secret et, du fait de son expérience, excelle au combat. Mais, du fait des troubles qu'il a subi durant l'enfance, ainsi que les horreurs de la guerre et le conditionnement mental dont il a été victime, il a basculé dans la folie.
À ses débuts, Frank Simpson était conditionné grâce à des pilules qui changeaient son état d'esprit, selon celle qu'il prenait : la pilule rouge (supposé être une amphétamine) lui faisait libérer de l'adrénaline et l'excitait, le transformant en machine à tuer ; la pilule bleue (sédatif) lui faisait perdre son agressivité et le calmait ; la pilule blanche (barbituriques) l'aidait à rester calme entre deux missions. Mais, étant donné que les pilules rouges n'étaient en réalité que des placebos sans aucun effet sur sa biologie, il semble que son taux d’adrénaline était en permanence supérieur à celui d’un être humain non augmenté de manière artificielle. Il possédait aussi des capacités physiques surhumaines (force, vitesse, endurance), et était quasiment insensible à la douleur et aux blessures conventionnelles.
Simpson souffre d’une instabilité psychique chronique, longtemps associée à sa prise de pilules. Il est depuis établi que ces problèmes mentaux sont à la base plus profonds, prenant racine dans son enfance. Cependant, son addiction aux pilules n’a fait qu’aggraver une situation déjà avancée.
- Depuis qu'il a été transformé en cyborg, les os et les muscles de Nuke ont été remplacés par des prothèses cybernétiques qui lui confèrent une force, une vitesse, une endurance et une durabilité surhumaines. Ses muscles sont recouverts d'un tissu métallique et sa peau a été remplacée par un plastique résistant. Son bras gauche est entièrement cybernétique.
- Un deuxième cœur lui a été implanté dans la poitrine, lui donnant une plus grande endurance.

Depuis sa transformation, son métabolisme mécanique peut être dirigé à distance, à partir d’une base secrète construite à Tierra Verde, ses manipulateurs étant ainsi capables de stopper ses systèmes cybernétiques.

## Version alternative

### Ultimate Comics
Frank Simpson apparaît dans le Comics Ultimate: Captain America #1 comme l'homme qui a reçu le Sérum du Super Soldat donné pendant la guerre du Viêt Nam lorsque Steve Rogers (Captain America) a disparu en mission (MIA, Missing in action) après la Seconde Guerre mondiale, mais son origine est plus du Grand Director, un Captain America post-Seconde Guerre mondiale. Comme son homologue de la continuité principale de Marvel, Simpson a un drapeau américain tatoué sur le visage.

## Apparitions dans d'autres médias
Sauf indication contraire, les informations mentionnées dans cette section peuvent être confirmées par la base de données cinématographiques IMDb,  présente dans la section « Liens externes ».

### Télévision

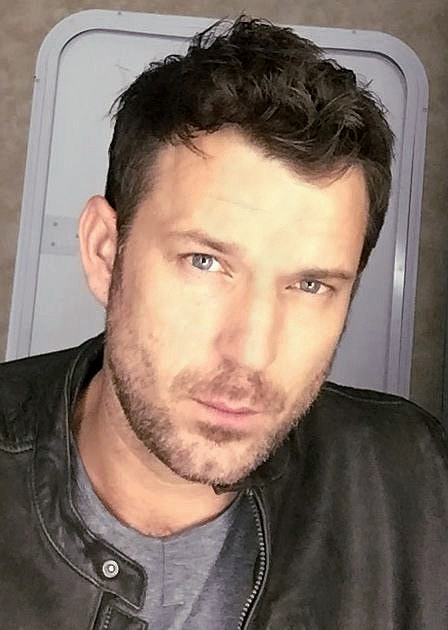
L’acteur Wil Traval incarne Will Simpson (Nuke) dans la série Jessica Jones (2015).

Interprété par Wil Traval dans l'univers cinématographique Marvel
- 2015 : Jessica Jones (série télévisée) : Nuke apparaît dans la série sous l’apparence du personnage nommé Will Simpson, un sergent de police au 15e arrondissement de New-York qui a servi auparavant dans la 39e division d'infanterie de l'US Army.
  - Introduit dès la première saison, Will Simpson est contrôlé mentalement par le personnage de Kilgrave pour tuer Trish Walker. Convaincu par Jessica Jones que sa mission est accomplie, Kilgrave ordonne à Simpson de sauter d'un toit. Jessica le sauve en l'assommant et en l’amenant au niveau du sol, le libérant du contrôle de Kilgrave, après quoi Simpson devient l'amant de Trish. Il reste en désaccord avec Jessica, car il est déterminé à assassiner Kilgrave pour éviter de blesser quelqu'un d'autre. Après l'échec de sa tentative de tuer Kilgrave avec une bombe, Simpson se reconnecte à son unité militaire, utilisant des pilules expérimentales pour accroître la sensibilisation au combat. Il devient plus maniaque, au point de tuer son collègue le détective Oscar Clemons et deux autres collègues afin de garantir qu'il sera celui qui tuera Kilgrave. Il tente ensuite de tuer Jessica, mais est contrecarré par celle-ci et Trish, lorsque Trish prend certaines de ses améliorations de combat et le domine (Jessica est incapable de le battre elle-même, en raison de blessures causées par un récent accident de voiture). Laissé inconscient, Simpson est plus tard emmené par son médecin, Miklos Kozlov, et des membres de la mystérieuse organisation IGH qui lui a fourni les suppléments de combat.
  - Au début de la deuxième saison, Simpson utilise maintenant un inhalateur et espionne Trish. Il rattrape finalement Trish sur un plateau de tournage, mais celle-ci lui tire une balle dans la jambe. Lorsque Jessica rattrape et confronte Simpson à propos d'une série de décès récents de membres de l'IGH, Simpson déclare que Trish est ciblée en raison d'une enquête sur l'IGH, avant qu'ils ne soient brutalement attaqués par un assaillant qui tue plus tard Simpson en lui cassant le cou avant de s'échapper. Ensuite, Jessica et Trish emmènent son corps à la plage près de Playland Park et Jessica jette son corps dans l'océan. Trish développe progressivement une dépendance aux renforçateurs de combat de l'inhalateur de Simpson, développant par la suite des capacités surhumaines.